# Mark St. John
Mark St. John (* 7. Februar 1956 in Anaheim, Kalifornien als Mark Leslie Norton; † 5. April 2007) war ein US-amerikanischer Rockmusiker und zeitweise Gitarrist der Gruppe KISS.
St. John ersetzte im April 1984 Vinnie Vincent bei Kiss. In der Gruppe war er Angestellter, der ein festes Gehalt bekam; Einnahmen aus Autorenrechten standen ihm vertraglich nicht zu. Er nahm mit der Gruppe das Album Animalize auf; bei zwei Titeln fügte Bruce Kulick jeweils ein Solo hinzu. St. John erkrankte während der Proben zur folgenden Tournee an Morbus Reiter und wurde bei den Konzerten der Animalize-Tour in Europa, die vom 30. September 1984 bis zum 5. November 1984 stattfand, durch Bruce Kulick ersetzt.
Als Kiss in die USA zurückkehrten, nahm St. John an der am 15. November 1984 begonnenen Tournee teil, wurde jedoch auch hier durch Bruce Kulick vertreten und beobachtete die Konzerte von der Bühnenseite oder dem Zuschauerraum aus. Erst beim Konzert in Baltimore am 27. November 1984 konnte er das erste Mal überhaupt mit Kiss auftreten. Bruce Kulick spielte dabei das erste Drittel der Show, nach dem Gitarrensolo von Paul Stanley machte er Platz für St. John, der beim Titel „Under the Gun“ einstieg. St. John spielte auch bei den nächsten beiden Konzerten, und zwar jeweils die gesamte Show, musste aber bereits am 2. Dezember 1984 in Indianapolis wieder vollständig von Bruce Kulick ersetzt werden.
St. John begleitete die Band auch in der ersten Dezemberwoche 1984 noch, erhielt am 7. Dezember 1984 jedoch seine Kündigung und wurde nach Hause geschickt. Die nicht absehbare Entwicklung seiner Erkrankung war letztlich ausschlaggebend für die Entscheidung, ihn aus der Band zu entlassen. Bruce Kulick wurde einen Tag später offiziell Mitglied der Band.
Nachdem er wieder genesen war, gründete St. John mit seinem Bruder die Band White Tiger, mit der er 1986 ein Album veröffentlichte. Über einen Achtungserfolg kam die Gruppe jedoch nicht hinaus, allerdings wurde das Album 1999 wiederveröffentlicht; zeitgleich erschien auch „Raw“, ein Album mit alten Aufnahmen der Gruppe, die nach der Veröffentlichung des Erstlings entstanden waren.
Nach dem Ende von White Tiger gab St. John wieder Gitarrenunterricht und arbeitete als Sessionmusiker. Er tauchte 1989 im Videoclip zu David Hasselhoffs Song „Is Everybody Happy“ auf, es lassen sich aber keine Hinweise auf eine Beteiligung des Gitarristen an den Aufnahmen zum Hasselhoff-Album „Looking for Freedom“ finden, auf dem der Song enthalten ist. 1989 und 1990 arbeitete Mark St. John mit Peter Criss am Projekt The Keep, zu einer Veröffentlichung kam es jedoch nicht.
1999 veröffentlichte er die EP Mark St. John Project, die fünf Titel enthielt. Zwei der Stücke hatte St. John zusammen mit Peter Criss geschrieben, ein dritter Titel stammte von Peter Criss und Phil Naro. Die übrigen zwei Titel waren Instrumentalstücke. 2003 folgte ein vollständiges Album mit dem Titel Magic Bullet Theory, 2006 trat St. John im Rahmen sogenannter „Kiss-Expos“ in Europa auf und spielte jeweils zusammen mit einer Kiss-Coverband.
Am 5. April 2007 verstarb Mark St. John im Alter von 51 Jahren an einer Gehirnblutung.

## Diskographie
Als Bandmusiker
- Kiss – Animalize (1984)
- White Tiger – White Tiger (1986)
- White Tiger – Raw (1999)

Solo
- Mark St. John Project – Mark St. John Project (1999)
- Mark St. John – Magic Bullet Theory (2003)

Als Studiogitarrist
- Ken Tamplin – Tamplin & Friends An Axe To Grind (1990)